# Roslags Näsby station
Roslags Näsby är en järnvägsstation på Roslagsbanan belägen i kommundelen Roslags Näsby i Täby kommun, 11 km från Stockholms östra. Antalet påstigande en genomsnittlig vintervardag (2015) har beräknats till 3300. . 
Stationen har två mittplattformar och utgör grenstation för linjerna mot Kårsta (tidigare Rimbo och Norrtälje) samt Österskär. Plattformarna, den västra för norrgående tåg och den östra för södergående tåg, nås från en gångbro över spårområdet, rulltrappor och hissar finns.

## Historia
Här öppnades år 1885 en liten hållplats med namnet Näsby, efter egendomen Näsby slott, på den då enkelspåriga Roslagsbanan. Från 1901 blev Näsby grenstation, då linjen mot Åkersberga (från 1906 även Österskär) togs i bruk. Stationen och samhället fick sitt nuvarande namn 1916. Det fanns två äldre stationshus väster om spårområdet, det ursprungliga från början av 1900-talet och ett nyare från 1938 ritat av arkitekten Sven Malms ritningar. Båda dessa byggnader revs år 2019 i samband med omdaningen av västra Roslags Näsby. Under åren 2016-2017 skedde en total ombyggnad av hela stationsområdet som förflyttades något norrut för att möjliggöra ett senare bygge av en entré från Centralvägens viadukt. Samtliga spår och plattformar ersattes av nya och entrén till plattformarna sker nu från en gångviadukt över spåren. Fyra hissar och två rulltrappor har installerats.

### Trafikledning

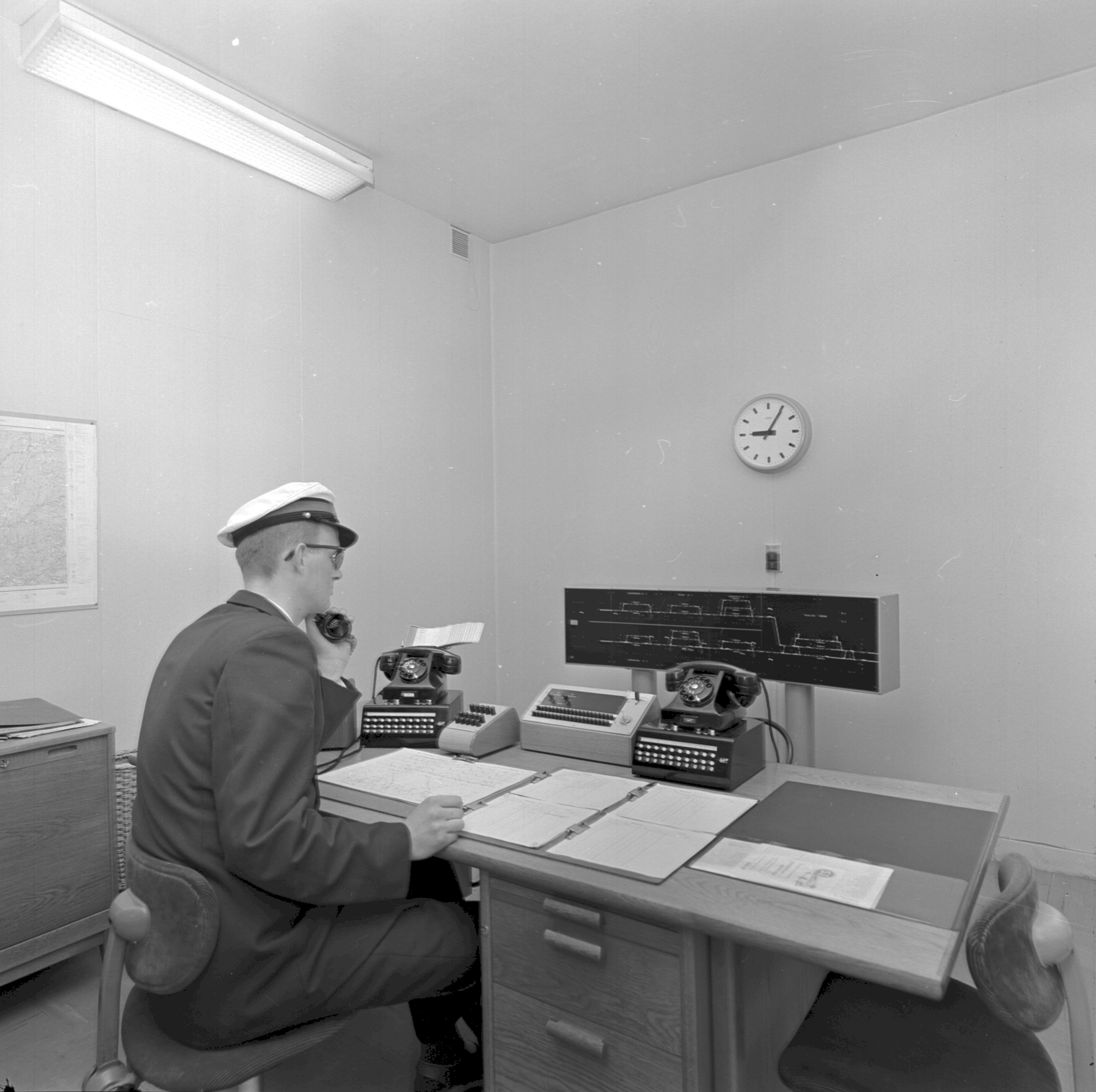
Driftledningscentralen i Roslags Näsby 1963.

SRJ var ganska tidiga med att planera för fjärrblockering, då kallat CTC (Centralized Trafic Control), vilket infördes på sträckorna Roslags Näsby-Lindholmen samt Roslags Näsby-Åkersberga på början av 1960-talet - strax efter förstatligandet. Till skillnad från sträckornas övriga stationer fortsatte man att lokalstyra Roslags Näsby även efter införandet av CTC och ledningscentralen kom även att inrymmas i stationshuset i Roslags Näsby. Driftledningscentralen för Roslagsbanans fjärrblockerade linjer var därefter förlagd i Roslags Näsby till 1977 då denna flyttades till Stockholms östra station varvid lokalstyrningen också upphörde.

## Galleri

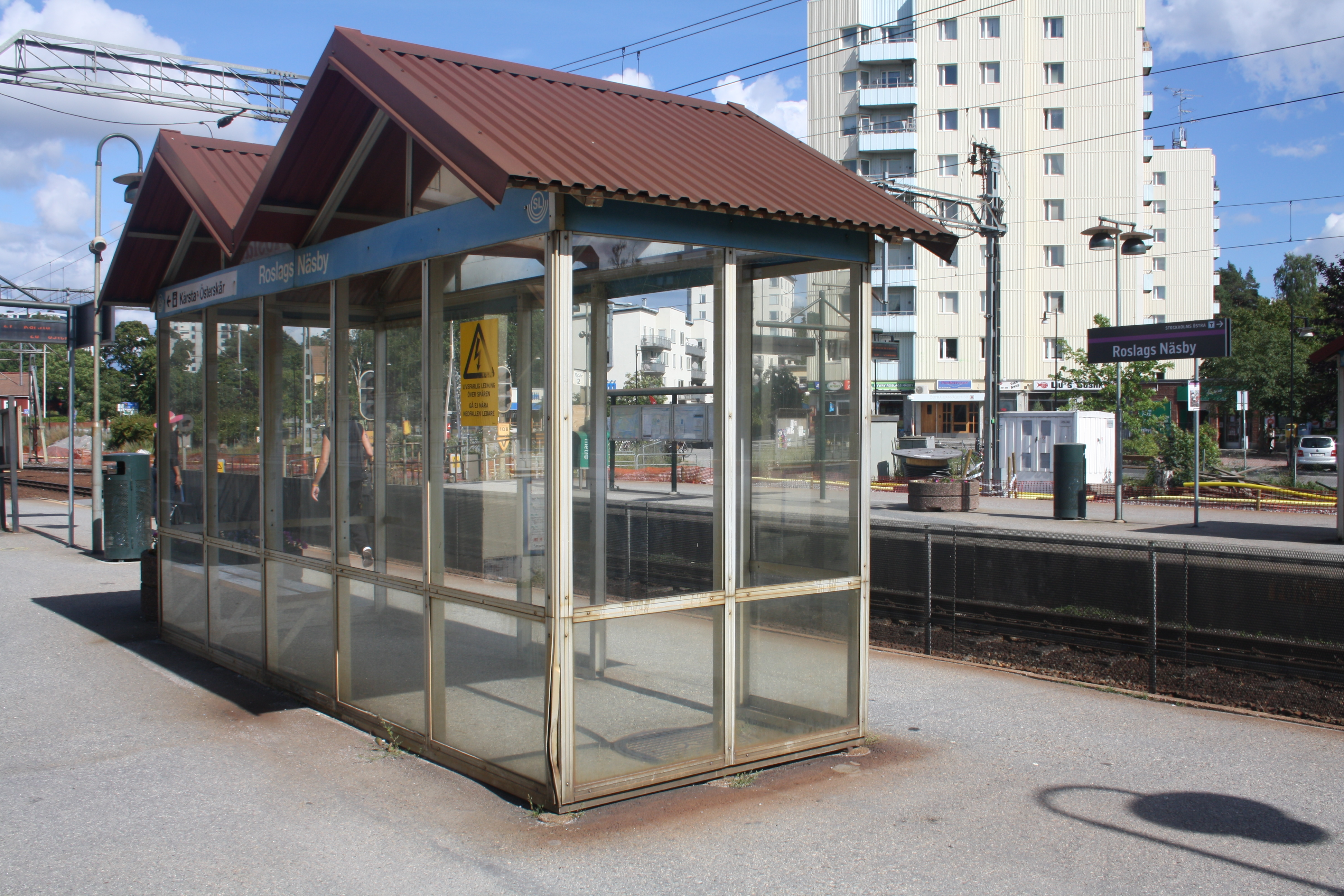
Väntkur
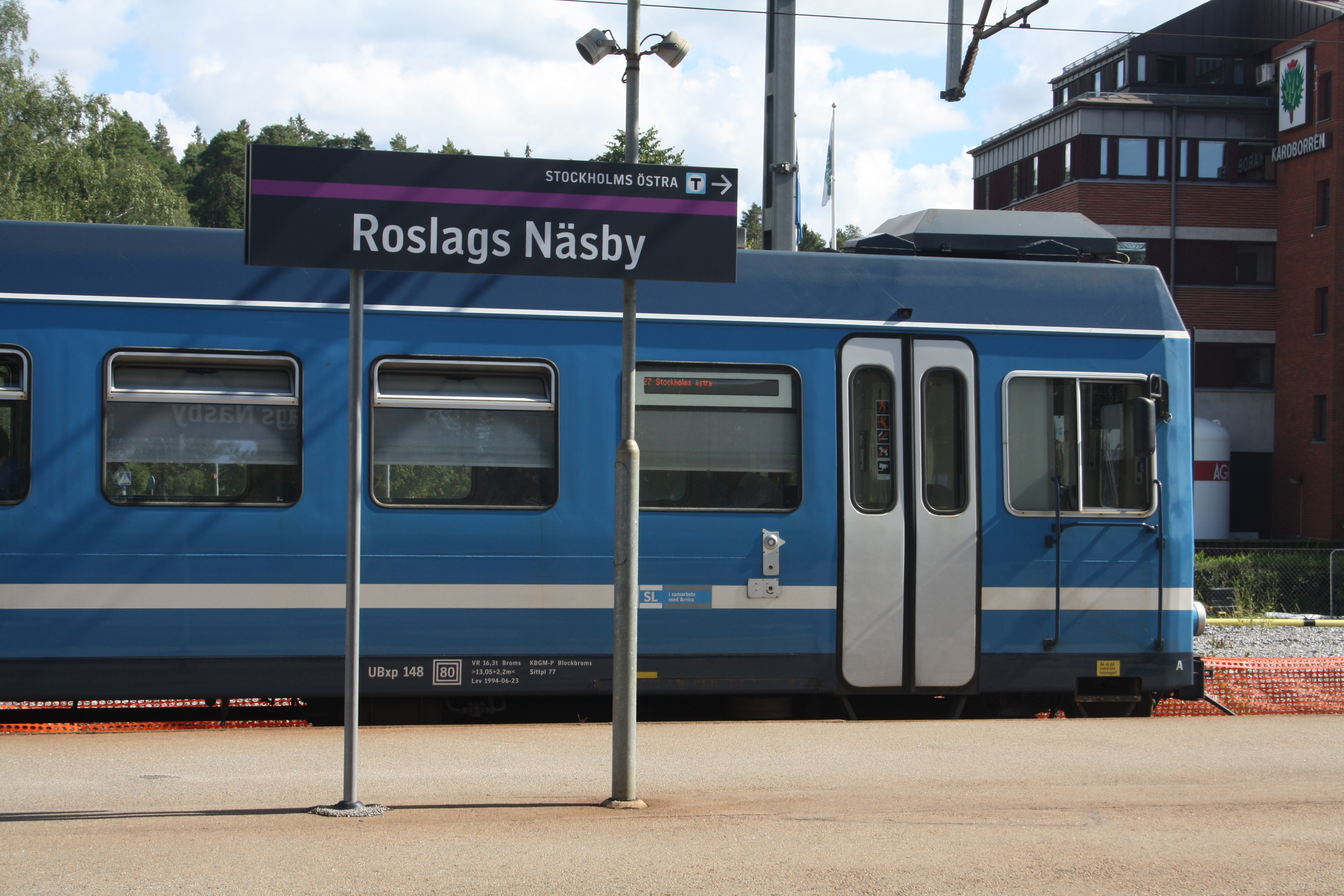
Tåg på stationen
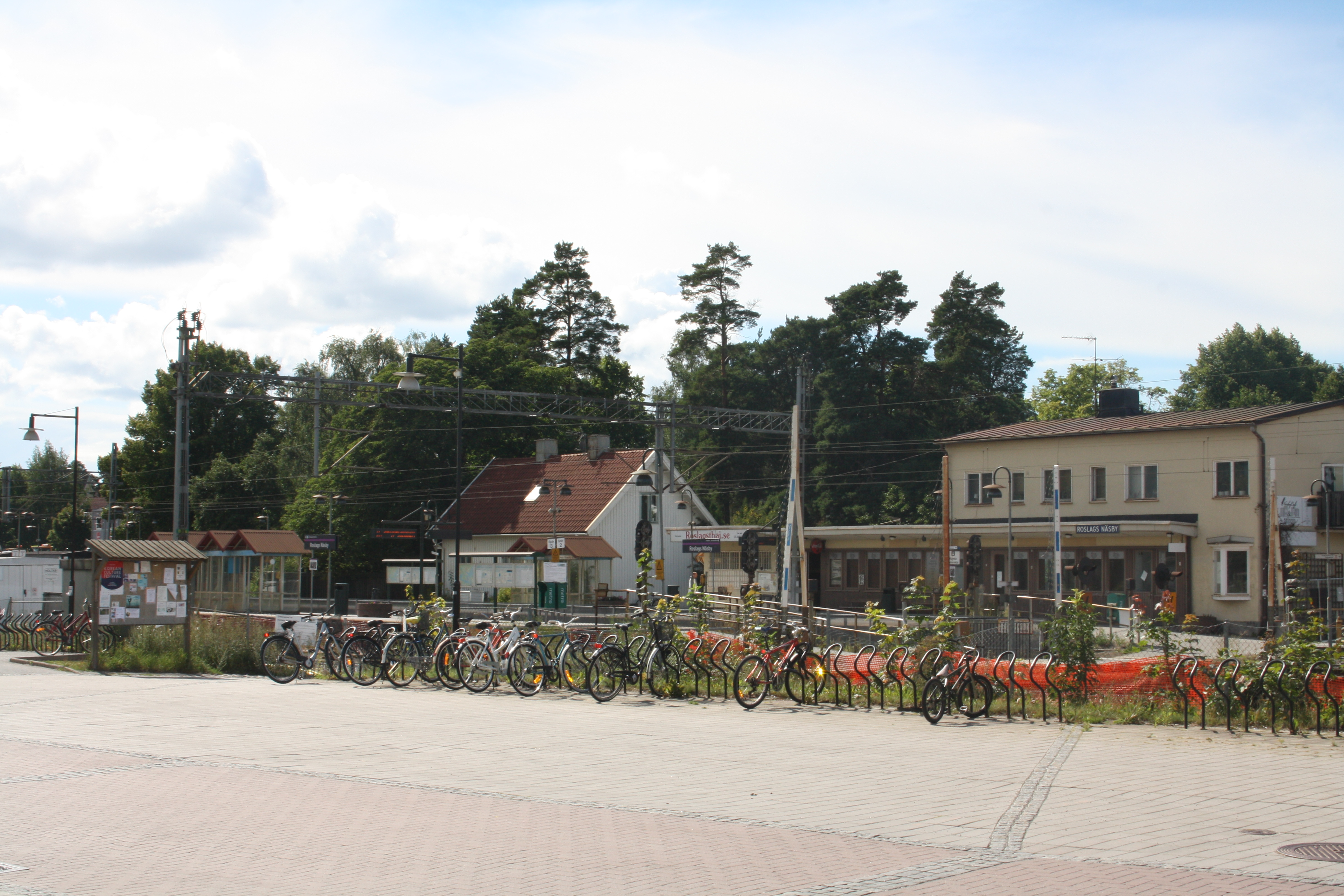
Stationen